# Sahasranama
Um sahasranama (sânscrito:सहस्रनाम; sahasranāma) é um tipo de escritura Hindu na qual uma deidade é referida por 1.000 ou mais nomes diferentes. Sahasranamas são classificados como stotras, ou canção de adoração, um tipo de escritura devocional.  Sahasra significa mil, ou mais genericamente, um número bem largo. Nama (nāman) significa nome. A tradução literal de sahasranama é "milhares de nomes".